# Kamran Aziz
Kamran Aziz (ur. 1922 w Nikozji, zm. 7 marca 2017 tamże) – turecka cypryjska kompozytorka i farmaceutka.
Pierwsza kobieca turecka cypryjska farmaceutka, kompozytorka i muzyczka występująca publicznie.

## Życiorys
Jej ojcem był doktor Mehmet Aziz, który walczył z malarią na Cyprze. Uczyła się gry na fortepianie od 8. roku życia. Uczyła się kompozycji i śpiewu w American Academy Nicosia a także w London School of Music. Studiowała farmację lub farmakologię – naukę ukończyła w 1944 roku, była jedną z założycielek Tureckiego Cypryjskiego Stowarzyszenia Farmaceutów w 1959 roku. Była pierwszą kobietą-farmaceutką w społeczności Turków cypryjskich. Otworzyła własną aptekę w 1947 roku i prowadziła ją do 1997 roku (pozostawała do tegoż roku w zarządzie firmy). Nadawała muzykę w brytyjskim radiu wojskowym w 1945 roku.  W 1950 roku założyła z przyjaciółmi zespół muzyczny Kamran Aziz ve Arkadaşları, gdzie jako pianistka grała Jale Derviş (pozostali członkowie zespołu to:  Ahmet Anlar, Fikret Özgün, Zeki Taner i Vecihi Turgay). Zespół specjalizował się w muzyce zachodniej, występował w radio i telewizji, działał do 1963 roku.
Zmarła w domu, wcześniej była leczona na chorobę płuc w szpitalu w Nikozji, została z niego wypisana dzień przed śmiercią. Została pochowana na cmentarzu w Nikozji. Pamiątki po niej są eksponowane w części muzealnej budynku Tureckiego Cypryjskiego Stowarzyszenia Farmaceutów.

## Twórczość
Zostawiła po sobie ponad 50 utworów, m.in. piosenki: Al Yemeni mor Yemeni, Kıbrısım. Jej kompozycje odegrały znaczącą rolę w rozwoju tureckiej cypryjskiej muzyki folkowej.